# Chasan Bekturganow
Chasan Szajachmetuły Bekturganow (ros. Хасан Шаяхметович Бектурганов, ur. 3 lutego 1922 we wsi Mamlutka w obwodzie akmolińskim, zm. 21 stycznia 1987) – radziecki i kazachski działacz partyjny, członek KC KPZR (1976–1986).
Od stycznia do sierpnia 1941 księgowy Radzieckiego Rejonowego Związku Stowarzyszeń Spożywców w obwodzie północnokazachstańskim, od sierpnia 1941 do kwietnia 1945 w Armii Czerwonej, od 1942 w WKP(b), 1945–1946 instruktor obwodowego komisariatu wojskowego w Kustanaju, 1946–1947 kierownik wydziału i sekretarz rejonowego komitetu Komunistycznej Partii (bolszewików) Kazachstanu w obwodzie północnokazachstańskim. 1947–1950 II sekretarz rejonowego komitetu KP(b)K, 1950–1951 słuchacz Kazachskiej Republikańskiej Wyższej Szkoły Partyjnej, 1951–1952 instruktor i zastępca kierownika Wydziału Organów Partyjnych, Związkowych i Komsomolskich Północnokazachstańskiego Komitetu Obwodowego KP(b)K, 1952–1953 kierownik Wydziału Organów Administracyjnych Komitetu Obwodowego KP(b)K/KPK w Kokczetawie, 1953–1955 I sekretarz rejonowego komitetu KPK w obwodzie kokczetawskim, 1955–1958 sekretarz, a 1958–1959 II sekretarz Komitetu Obwodowego KPK w Kokczetawie. Od listopada 1959 do grudnia 1964 I sekretarz Komitetu Obwodowego (od stycznia 1963 do grudnia 1964: Wiejskiego Komitetu Obwodowego) KPK w Aktobe, od grudnia 1964 do listopada 1966 przewodniczący Komitetu Wykonawczego Aktiubińskiej Rady Obwodowej. Od listopada 1966 do czerwca 1972 I sekretarz Komitetu Obwodowego KPK w Kyzył-Ordzie, od 9 kwietnia 1971 do 24 lutego 1976 zastępca członka, a od 5 marca 1976 do 25 lutego 1986 członek KC KPZR. Od czerwca 1972 do lutego 1983 I sekretarz Komitetu Obwodowego KPK w Dżambule (obecnie Taraz), od 1983 na emeryturze. Deputowany do Rady Najwyższej ZSRR od 8 do 10 kadencji.

## Odznaczenia
- Order Lenina
- Order Rewolucji Październikowej
- Order Czerwonego Sztandaru Pracy (dwukrotnie)
- Order Wojny Ojczyźnianej I klasy
- Order Wojny Ojczyźnianej II klasy
- Order Czerwonej Gwiazdy